# (500177) 2012 FW45
(500177) 2012 FW45 es un asteroide perteneciente al cinturón de asteroides, descubierto el 28 de febrero de 2012 por el equipo del Pan-STARRS desde el Observatorio de Haleakala, Hawái, Estados Unidos.

## Designación y nombre
Designado provisionalmente como 2012 FW45.

## Características orbitales
2012 FW45 está situado a una distancia media del Sol de 2,409 ua, pudiendo alejarse hasta 2,754 ua y acercarse hasta 2,064 ua. Su excentricidad es 0,143 y la inclinación orbital 3,068 grados. Emplea 1366,27 días en completar una órbita alrededor del Sol.

## Características físicas
La magnitud absoluta de 2012 FW45 es 18,1.